# نوئل میسون-مک فارلین
نوئل میسون-مک فارلین (انگلیسی: Noel Mason-MacFarlane; ۲۳ اکتبر ۱۸۸۹ – ۱۲ اوت ۱۹۵۳) فرد نظامی اهل بریتانیا بود. وی همچنین برندهٔ جوایزی همچون صلیب نظامی شده‌است.